# Цветан Цветанов
 Тази статия е за българския политик.  За композитора вижте Цветан Цветанов (композитор).  
Цветан Генчев Цветанов е български политик, бивш заместник-председател на политическа партия ГЕРБ. От 27 юли 2009 г. е заместник министър-председател и министър на вътрешните работи в първото правителство на Бойко Борисов. Ресорен вицепремиер, отговарящ за сигурността. Впоследствие около неговата дейност като министър се пораждат редица скандали и той става обект на няколко разследвания и прокурорски проверки, по някои от които са му повдигнати обвинения, като впоследствие след няколко осъдителни присъди на различни инстанции, на последна инстанция е оправдан.
След изборите за Европарламент през май 2014 г. Бойко Борисов заявява, че в бъдеще няма да се ползва от персоналните министерски услуги на Цветанов при ново управление на ГЕРБ. След това Цветанов става депутат и председател на парламентарната група на ГЕРБ. През март 2019 г. името му е замесено в корупционен скандал и той подава оставката си като народен представител.
На 7 юли 2019 г. Цветан Цветанов е освободен от постовете на заместник – председател на ГЕРБ и заместник – председател на Изпълнителната комисията на партията.

## Биография
Цветан Цветанов е роден на 8 април 1965 г. в София. Според някои източници баща му е шофьор в ДС, а майка му е работничка в текстилната промишленост. Цветанов е лекоатлет в ЦСКА и учи в спортното училище, като тренира на стадион „Народна армия“. От средното образование придобива специалност „полиграфист“ през юли 1983 г. с диплома № 032413. Отбива военната си служба в обикновено военно поделение 1983 – 1985 г.
Няма данни за периода 1985 – 1987 г.
През 1987 година Цветанов постъпва на работа в изчислителния център на Централното информационно организационно управление („Седмо управление“) на Държавна сигурност, първоначално на длъжност „специалист“ (по управление на служебен автомобил „Лада 1300“) с шифров № 04500000 в секция „Експлоатация“ на Информационно-изчислителен център към ЦИОУ-ДС. Цветанов не е бил на оперативна длъжност.
От 1989 г. е „организатор по ЕОД“ (електронен обмен на документи) на информационните системи: СКРЕЧ (Система за контрол и регистрация на чужденците), СКРЕП (Система за контрол и регистрация на партията), ИСКРА (Информационна система за контрол и регистрация на агентурата); впоследствие – инспектор, старши инспектор, главен инспектор, началник на група в ЦИАОУ-МВР и СИТАУ-МВР.
От 1988 г до 1992 г. следва и завършва задочно Националната спортна академия със специалност учител по физическо възпитание и треньор по лека атлетика и получава офицерско звание – лейтенант от МВР, в отдел „Административен“ – сектор „Координация, административно – правно обслужване и човешки ресурси с отговорности по човешки ресурси в МВР“.
През 2000 г. получава следдипломна квалификация по право в Института за следдипломна квалификация кън Университета за национално и световно стопанство. От 1997 г. работи в администрацията на Министерството на вътрешните работи (МВР), като след 2001 г. става оперативен помощник на главния секретар Бойко Борисов и е повишен в звание полковник от МВР.
Цветан Цветанов завършва курс по мениджмънт в Международната правоохранителна академия в Розуел (2004), специализация в Сикрет сървис във Вашингтон (2004), курсове на ФБР (2004), Департамента за вътрешна сигурност на САЩ (2005).
През септември 2005 година генерал-лейтенант Бойко Борисов напуска МВР, а през ноември е избран за кмет на гр. София;
полковник от МВР Цветан Цветанов (експерт по криминални престъпления, изкарал специализации в Испания и САЩ; поддържал особено добри връзки с испанските специални и полицейски служби като има сериозни заслуги за наградите, с които е удостояван генерал Бойко Борисов) също напуска министерството през декември 2005 г и назначен за заместник-кмет по сигурността на гр. София.
През 2006 г. Борисов основава партията ГЕРБ, но тъй като длъжността му на кмет не позволява да участва в ръководството на политически партии, председател на новата организация става о.з. полковник Цветан Цветанов, като същевременно оглавява и предизборния щаб на ГЕРБ.
След успеха на ГЕРБ на изборите през юли 2009 г. Цветан Цветанов първоначално оглавява парламентарната група на партията, а на 27 юли същата година става заместник министър-председател и министър на вътрешните работи в новото правителство на Бойко Борисов.
След падането на кабинета „Борисов“, Цветанов като ръководител на изборния щаб на партия ГЕРБ организира участието на партията в парламентарните избори през 2013 г. и е избран за депутат – във всички народни събрания до 2018 г.
Цветан Цветанов става постоянен представител в УС на Европол от 25 септември 2018 г.

### Противоречия и скандали

#### Скандал с имотното състояние
Шест апартамента и два гаража в София, една къща с двор в провинцията, 9 дка гори и влогове за над 100 хил. лв. е съпружеската имуществена общност на семейството на Цветанов. Половината от имуществото си семейството е придобило в периода на зам-кметуване на Цветанов в Столична голяма община през 2008 г., според декларацията на Цветанов пред Сметната палата от 2009 г. Същевременно Цветанов и съпругата му никога не са се занимавали с бизнес и нямат регистрирани на тяхно име търговски дружества. Според изнесените данни излиза, че благосъстоянието на семейството на бившия вътрешен министър за около една година се е увеличило с над 500 хиляди лева и това не е резултат от законни доходи, твърдят тогава от партия РЗС. Това предизвиква обществен скандал и данъчна проверка на Цветанов през 2010 година. Шефът на Националната агенция за приходите (НАП) Красимир Стефанов разкрива по-късно резултата от нея, от който е видно, че вътрешният министър е изряден от всяка една страна. Не така добре стоят нещата при родителите на съпругата му, които, според проверката, са похарчили няколко пъти повече пари, отколкото са доходите им. Поради това данъчен № 1 заявява, че тепърва ще започне разследване за произхода на парите им, но резултат от такава проверка така и не е оповестен. Впоследствие Красимир Стефанов е издигнат на предни позиции в листите на ГЕРБ и е избран за депутат през 2013 година, но отрича това да е свързано с проверките на имуществото на Цветанов. След изборите през 2013 година НАП стартира нова проверка на имотите на Цветан Цветанов. Агенцията приема, че бившият вътрешен министър е повлиял на ревизията на данъчните през 2011 г., възползвайки се от поста си и от обстоятелството, че тогавашният шеф на НАП Красимир Стефанов е станал активист на партия ГЕРБ.

#### Противоречиви изказвания
Малко след назначаването му за министър той се обявява в защита на петимата полицаи, които са осъдени за бруталното убийство на Ангел Димитров (Чората) през 2005 г., заявявайки, че „полицаите не могат да бъдат убийци“.
На посещение в Брюксел, в края на септември 2010 г., Цветанов заявява, че „ромската общност е инкубатор за генериране на престъпност“, което изказване имплицитно и индиректно е определено за неприемливо от Пиа Аренкилде, говорител на ЕК. Впоследствие Цветанов заявява и че „България е приета незаслужено в ЕС“, което е определено от Меглена Кунева като „обида за България“. След тези изказвания на Цветанов в Брюксел, в края на септември 2010 г., следва непосредствено в началото на следващия месец съвместна пресконференция на Цветанов със спонсорирана фондация от Джордж Сорос, който е известен защитник на правата на ромите.

#### Шенген
На специално свикана за целта съвместна пресконференция на 3 октомври 2010 г. с „Отворено общество“ Цветан Цветанов в качеството си на вътрешен министър „при получаването на междинния доклад на институт „Отворено общество“ с резултатите от гражданското наблюдение върху подготовката на България за присъединяване към Шенгенското пространство“ заявява, че: 
| „ | ... е съвсем реалистично да се смята, че това ще стане в предварително определеният срок – 31 март 2011 година. | “ |

Според доклада на неправителствената организация на „Отворено общество“ само около 5 от мерките за присъединяване на България не са изпълнени от общо от 48 мерки. Неизпълнените мерки, които са установили експертите от „Отворено общество“, обаче няма да доведат до забавяне на приемането на България в Шенгенското пространство, тъй като сроковете за тях не са изтекли.
В началото на 2012 г. става ясно, че България със сигурност няма да бъде приета в Шенгенското пространство поне до 2013 г. (заради негативните нагласи в Холандия), което ще рече до края на мандата на правителството на Бойко Борисов, по причина „несправяне със съдебната реформа, борбата с корупцията и организираната престъпност“.
Към старите и познати теми, пред които е изправена България с оглед желанието ѝ да бъде приета в Шенгенското пространство, са добавени и нови – купуването на гласове, полицейското насилие, непрофесионалното разследване и нуждата от „широкомащабна антикорупционна реформа“, която да обхване и финансирането на партии, според безпрецедентно остър доклад на ЕК от 8 февруари 2012 г.
Политическа партия ГЕРБ, оглавявана от Цветанов, печели парламентарните избори през 2009 г. именно с обещание да се справи с проблемите в съдебната система, корупцията и организираната престъпност в страната.

#### Оставка на Трайчо Трайков
Цветан Цветанов поисква оставката на Трайчо Трайков на „хартиен носител“ при завръщането им от Катар на летището и по-късно твърди, че Трайков имал „лични причини“ за подаването на оставката си. Трайков по-късно отрича това, като казва че мотивите му за оставката са, че тя му е била поискана, като в същото време казва, че не знае мотивите на Бойко Борисов за поискването на оставка. По-късно Цветанов коригира изказването си като казва, че освен личните причини, всъщност имало и политически.
Тъй като изпълнителната комисия на ГЕРБ приема оставките на Трайчо Трайков и Константинов, които са поискани заедно, но Трайков не я е депозирал там, тъй като не е член на ГЕРБ, по-късно Цветанов заявява, че думите на Трайчо Трайков „Аз не съм член на ГЕРБ и не мога да подам оставка пред Изпълнителната комисия на ГЕРБ. Тя ми беше поискана от Цветан Цветанов, след като кацнахме в София на връщане от Катар.“, обиждали ГЕРБ.

#### Скандални изказвания и обвинения срещу невинни граждани
Като министър на вътрешните работи и ресорен вицепремиер, отговарящ за сигурността във и на страната, Цветан Цветанов редовно раздава обвинения по адрес на най-различни граждани.
- За едно от изказванията си е съден е за клевета от уволнена от съдебната система съдийка.[31]
- През 2010 г. обявява, че на публичен търг в гранд-хотел „София“ е имало крадена картина[32] и затова полицията е нахлула и арестувала организаторите и картините. Независимо от обявеното публично от Цветанов, няма повдигнати обвинения за крадена картина.[33] Съдът оправдава окончателно обявените от Цветанов за виновни Марковски и Фицов през 2013 г. (когато изтича срокът за обжалване на присъдата на първа инстанция и тя не е протестирана).[34]
- От трибуната на Народното събрание и, според мнението на експерти – в нарушение на Закона за СРС – прочита записани разговори между лекари и обявява, че четирима доктори – акушер-гинеколози – са виновни за „умишленото умъртвяване на едно живо родено бебе в Горнооряховската болница“.[35] По-късно лекарите са оправдани,[36] но животът им е съсипан.[37]
- Докато е в командировка в САЩ, в края на 2012 г., заявява, че българската гражданка Гергана Червенкова е участвала в схема за пране на пари и разпространение на „незаконни лекарства“ в САЩ, т. е. на стоки с възможна двойна употреба – опиоиди.[38] Обявената от него за международен престъпник жена, майка и съпруга е задържана под стража и прекарва няколко месеца в ареста, докато очаква присъда по искането на САЩ. Според шефа на фирмата, в която е работила г-жа Червенкова, цялата работа е съмнителна.[39] Едва на 8 юли 2013 г. Цветанов с половин уста се опитва да се извини на обявената от него за престъпник.[40]

#### Скандали, свързани с подслушвания
През април 2013 г. избухва скандал, свързан с подслушвания по време на управлението на правителството на Борисов. Твърди се, че от септември 2009 г. до март 2013 година нерегламентирано и незаконно са подслушвани бизнесмени, политици, магистрати и др. СРС са правени без решение на съответните органи на МВР и без съдебни разрешения. Главният прокурор Сотир Цацаров индиректно признава, че техниката за подслушване е въведена в употреба по времето на правителствато на ГЕРБ и разпорежда проверка по случая. Проверката открива в МВР тежки нарушения, позволяващи нерегламентирано подслушване. Като един от предполагаемите поръчители на подслушването е подозиран Цветанов. Впоследствие, по показания за подслушване на министри, направени от бивш министър от кабинета на Борисов, прокуратурата започва разследване на Цветанов. Европейският парламент също е сезиран и взема решение темата да бъде разгледана от Комисията по граждански права, правосъдие и вътрешен ред. В годишния доклад на Държавния департамент на САЩ за състоянието на правата на човека в страната ни, излязъл по същото време, злоупотребата с подслушването е изведена като основен проблем.

#### Серия обвинения и разследвания от прокуратурата
- На 30 април 2013 г. Софийската градска прокуратура съобщава, че в хода на наказателно производство срещу служители от МВР са „събрани достатъчно доказателства за извършено престъпление по чл. 285 във връзка с чл. 387 ал. 2 от НК от Цветан Цветанов“. В съобщението на прокуратурата се казва, че Цветанов „в качеството му на длъжностно лице – министър на вътрешните работи, съзнателно е допуснал подчинени нему лица – директорите на СДОТО-МВР Иванов, Костов и Кацаров да извършат престъпления по чл. 387 ал. 2 от НК.“[46]

- На 24 юни 2013 г. е поискано от НС сваляне на депутатския имунитет на Цветанов по второ обвинение на прокуратурата по повод досъдебното производство, водено срещу Станимир Флоров, бивш директор на ГДБОП и личен приятел на Цветанов[47]. В това производство са се събрали достатъчно данни за това, че като министър Цветанов е отказал да изпълни исканията на прокуратурата за използване на СРС, които са били надлежно разрешени от председателя на Окръжен съд – Велико Търново.

- На 19 юни ВКП обявява, че отменя постановлението за отказ за образуване на досъдебно производство по т. нар. случай „Горна Оряховица“ (виж и по-горе в настоящата статия)[48].

- На 10 юли 2013 г. прокуратурата повдига второ обвинение на Цветанов – за възпрепятстване на разследване срещу Орлин Тодоров – бивш директор на регионалното звено на служба за борба срещу организираната престъпност във Велико Търново, който в лично качество е приближен на бившия директор на службата Станимир Флоров, както и на Цветанов.[49]

- На 22 ноември 2013 г. прокуратурата повдига трето обвинение на Цветанов – за длъжностно присвояване в особено големи размери от бюджета на МВР, като за улесняването му е извършено и друго престъпление по служба. Парите били присвоени в полза на бившия шеф на антимафиотите във Велико Търново Орлин Тодоров.

По едно от повдигнатите обвинения от прокуратурата Цветанов е оправдан на първа съдебна инстанция, а по друго – осъден ефективно на 4 години затвор заради високата обществена опасност на престъпното му деяние, въпреки че Софийската градска прокуратура иска от съда да му наложи условно осъждане от 3 години затвор с 5 години изпитателен срок.
На 14 септември 2015 г. Цветанов е оправдан от Софийският апелативен съд затова, че като министър на вътрешните работи по време на предишното правителство на ГЕРБ шест пъти отказва да разреши искането на съда за използване на специални разузнавателни средства срещу бившия директор на РЗБОП – Велико Търново, Орлин Тодоров и още двама души. Под исканията Цветанов писал „НЕ!!!“. Преди това той е осъден на четири години затвор по това дело, но Върховният касационен съд връща делото за преразглеждане с мотивите, че съдиите не са били безпристрастни.

#### Опити за разцепление на ГЕРБ
На 7 юли 2013 г. бивши депутати и местни лидери на ГЕРБ, които отдавна пишат срещу Цветанов и молят Борисов да се отърве от него, обявяват, че започва поетапно напускане на партията от нейни членове и създаване на нов политически проект. Според тях партията им е използвана като ракета-носител за заемане на постове и облагодетелстване от властта, като се стига дотам, че човек с повдигнати обвинения за сериозни престъпления да продължава да бъде заместник-председател на ГЕРБ и по този начин да се представя като мерило за почтеност. Това заявяват подписалите се, визирайки очевидно бившия вътрешен министър Цветан Цветанов. Около десетина депутати от парламентарната група на ГЕРБ в настоящия парламент се очаквало да напуснат партията на Борисов в бъдещите 1 – 2 седмици, съобщават организаторите на разцеплението.

#### Криминална регистрация
На 9 юли 2013 г. служители на служба КОС /контрол върху общоопасните средства/ посещават Цветанов в централата на партия ГЕРБ.
Служителите на МВР изземват доброволно сдаденото от Цветанов лично оръжие, понеже е обвиняем за умишлено престъпление от общ характер и според закона за МВР не се следва да носи такова оръжие. Цветанов отказва да му бъде направена криминална регистрация – снимка в профил и анфас, данни за ДНК и отпечатъци, трите имена, адрес, ЕГН, ръст, цвят на очите, описание на татуировки и други особени белези. Криминалната регистрация е въведена въз основа на наредба (подзаконов нормативен акт), подписана от самия Цветанов като министър през 2011 г. и обнародвана в Държавен вестник. Адвокатите на Цветанов го съветват и той отказва да му бъде направена такава криминална регистрация заради важащата за него презумпция за невиновност и понеже криминалната регистрация на този етап в наказателния процес е в нарушение на международни споразумения, по които България е страна, на правото на ЕС, както и на ЕКЗПЧОС, независимо че е задължителна по силата на наредбата подписана от самия Цветанов. На Цветанов е съставен акт за установяване на административно нарушение, въз основа на който ще му бъде наложена глоба в максимален размер от 100 лв за нарушение наредбата на МВР.

#### Корупционни скандали
В началото на управлението на Цветан Цветанов като министър на вътрешните работи и силов вицепремиер Министерството на вътрешните работи се сдобива с три пъти по-скъпи принтери от обявените лично от него за „златни“ по обществена поръчка на предходника му Михаил Миков.
След години съдебни битки ощетената фирма печели съдебния спор във Върховния касационен съд и съобразно окончателното съдебно решение се оказва, че Цветанов, с обвинения в корупция, сам е прокарвал корупционни практики в Министерството на вътрешните работи.

#### Присъди срещу България заради полицейски акции
България е осъдена в Европейския съд по правата на човека в Страсбург по три дела, свързани с поведението на Цветанов относно полицейски акции, докато е министър на вътрешните работи – за операция „Медузите“ през 2010 г. във Варна за арестуване на бизнесмена Даниел Славов, по делото „Гуцанови срещу България“ и за акция „Касоразбивачите“ през 2009 г. за арестуване на бившия директор на полицията в Бяла Слатина Тони Костадинов.

#### Скандал с фирма Артекс
През март 2019 г. избухва корупционен скандал, свързан със строителната фирма „Артекс“. По това време става ясно, че фирмата е продала през 2018 г. по-евтини апартаменти на политици от ГЕРБ, като година по-рано тази партия е гласувала промени в закона, позволили на „Артекс“ да строи небостъргач в центъра на София. Облагодетелстваните политици са заместник-председателят на ГЕРБ Цветан Цветанов, министърът на правосъдието Цецка Цачева, председателят на парламентарната комисия по култура и бивш министър Вежди Рашидов, зам.-министърът на спорта Ваня Колева и зам.-министърът на енергетиката Красимир Първанов. В резултат всички, без Рашидов, подават оставки.

#### След оттеглянето си от ГЕРБ
На 17.09 2019 Цветанов създава НПО - Евроатлантически център за сигурност . През юни 2020 г. Цветан Цветанов напуска политическа партия ГЕРБ  и обявява, че до края на годината ще учреди нова политическа партия. На 13 август 2020 г. съобщава името ѝ – „Републиканци за България“. На парламентарните избори през 2021 година "Републиканци за България" печели 1,31 процента (42 057 човека) Впоследствие за изборите на 14 ноември "Републиканци за България" прави коалиция с КОД (Национално обединение на десницата), но печели едва 0,43 процента (11  239 гласка).

## Семейство
Цветан Цветанов е женен за Десислава Цветанова, служител на Държавна агенция „Национална сигурност“. Те имат три дъщери.